# Джейсон МакКеслін
Джейсон Пол МакКеслін (відоміший як Cone; нар. 3 вересня 1980) — бас-гітаристом та бек-вокалістом канадського поп-панк-гурту Sum 41. 

## Життєпис
Джейсон Пол МакКеслін народився у Торонто, Онтаріо та приєднався до гурту як останній учасник тодішнього складу в лютому 1999 року, замінивши Марка Спіколака.
МакКеслін вперше взяв до рук бас-гітару, коли йому було 14 років і він приєднався до грандж-гурту Second Opinion разом з нинішнім барабанщиком Авріл Лавін, Меттом Бренном та іншими шкільними товаришами. Вони вже розділили між собою всі інструменти, і коли МакКеслін прийшов у групу, йому лишився лише бас. Перед тим, як приєднатися до Sum 41, він працював білетером у кінотеатрі. Прізвисько «Cone» одержав від товариша по групі Дерріка Віблі у випускному класі, оскільки часто їв на ланч морозиво, подане у формі конуса (англ. «cone» — «конус»).
У Sum 41, Cone, напевно, є найбільш близьким до суспільства учасником гурту, оскільки він найчастіше з'являється на публіці і роздає інтерв'ю.
Cone розпочав власний проєкт під назвою The Operation разом з Тоддом Морзе [Архівовано 6 грудня 2006 у Wayback Machine.] і їхній перший альбом вийшов взимку 2007 року. У гурті його прізвисько - Dr. Dynamite.

## Цікаві факти
- МакКеслін у жартівливому перевтіленні гурту Sum 41 Pain for Pleasure грає Снайпера
- Використовує бас-гітари Fender
- Його зріст 1,83 м
- Улюблені групи - The Clash, Tenacious D і The Police. Останньою улюбленою групою є Creed.
- Його друзі по групі Стів Джокс та Деррік Уіблі часто говорять, що не варто називати Cone його справжнім ім'ям
- Він полишив роботу у кінотеатрі, оскільки, за його ж словами, "втомився віддирати жуйку з-під сидінь"
- Має двох сестер: Кейт та Елісон
- Cone, певно, найспокійніший учасник Sum 41
- Його улюбленими піснями Sum 41 є "No Reason", "Still Waiting" і "Over My Head". В один голос із рештою групи заявляє, що ненавидить "In Too Deep".

## Зовнішнє посилання
- сайт Sum 41[недоступне посилання з липня 2019]